# 読谷道路
読谷道路（よみたんどうろ）は、沖縄県中頭郡読谷村内に計画中の国道58号バイパス（全長6.0 km）である。現在は読谷村大木 - 古堅と喜名 - 座喜味の区間が暫定2車線で部分供用している。
嘉手納バイパス、宜野湾バイパス、浦添北道路、那覇西道路、豊見城道路、糸満道路とともに、地域高規格道路沖縄西海岸道路の一部を構成する。

## 概要
- 起点：中頭郡読谷村親志
- 終点：中頭郡読谷村古堅
- 全長：6.0 km
- 規格：第1種第3級
- 車線数：4車線
- 設計速度：80 km/h

## 沿革
- 1987年度 : 事業化（読谷村大木 - 嘉手納町兼久、嘉手納バイパス区間も含む）
- 1994年度 : 地域高規格道路に指定
- 2000年度 : 整備区間に指定
- 2003年 : 読谷村大木 - 古堅の1.3 kmが暫定2車線で部分供用。
- 2013年 : 読谷村喜名 - 座喜味の1.5 kmが暫定2車線で部分供用。

## 接続する予定道路
- 国道58号現道（読谷村親志）
- 沖縄県道12号線（読谷村座喜味）
- 沖縄県道6号線（読谷村大木）
- 国道58号嘉手納バイパス（読谷村古堅）
- 沖縄県道16号線（同）